# 波旁宫广场

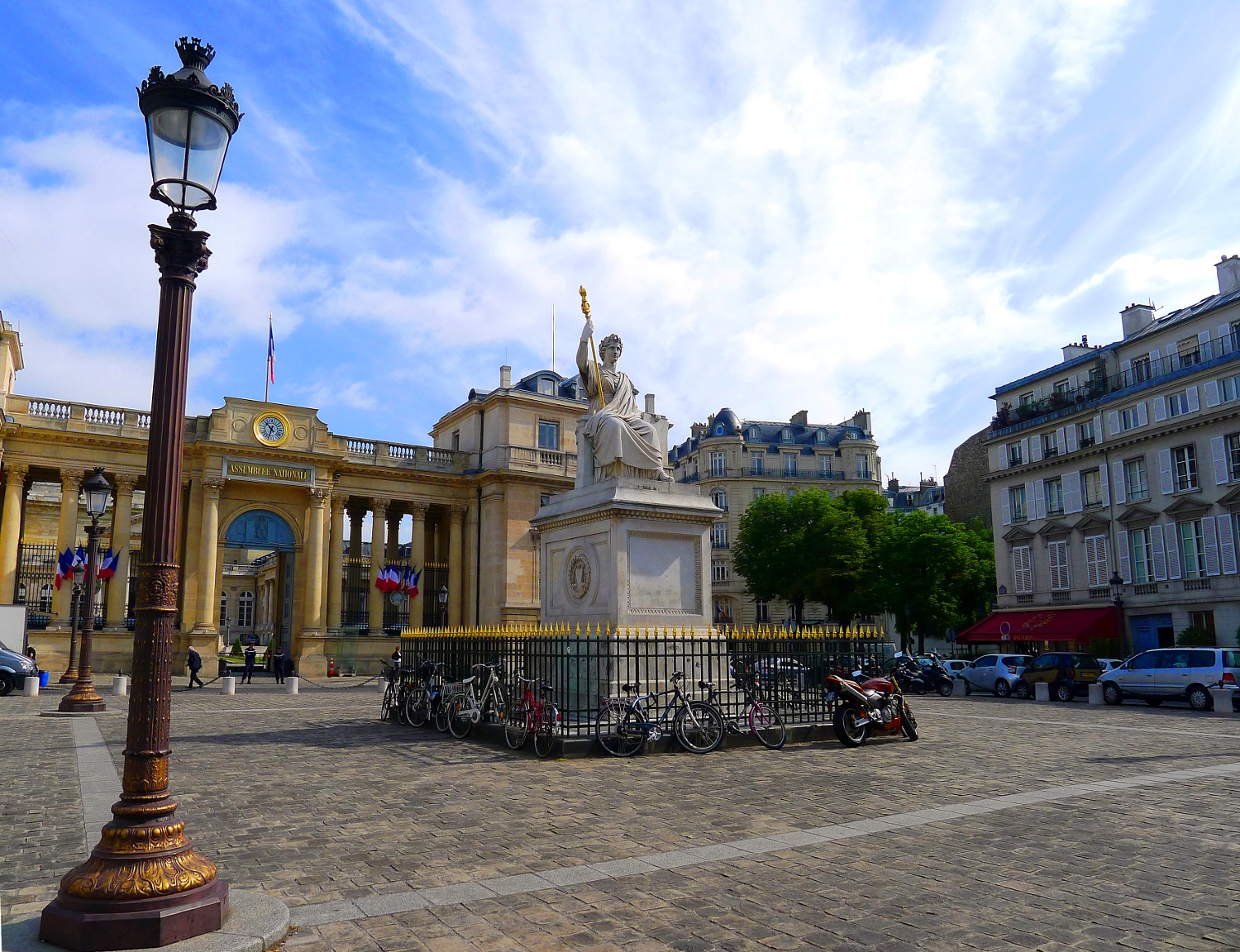
波旁宫广场

波旁宫广场（Place du Palais-Bourbon）是巴黎第七区的一个广场，位于波旁宫南侧，大学路与rue Aristide-Briand转角。东侧毗邻爱德华·赫里欧总理广场。附近的地铁站是国民议会站（12号线）。
波旁宫广场的土地原属于孔代亲王，亲王雇用建筑师Jean-François Leroy设计了这个广场。1788年开工，1804年完成。在这期间，由于法国大革命爆发，孔代亲王逃走。1855年，广场中心安放了Jean-Jacques Feuchère的雕像La Loi。